# Una festa sui prati
Una festa sui prati (italienisch für „Eine Party auf dem Rasen“) ist ein 1967 von Adriano Celentano und Mariano Detto komponiertes Lied mit einem Text von Luciano Beretta, Mogol und Miki Del Prete. In der von Celentano selbst gesungenen Version wurde das Lied international bekannt. In Deutschland und Belgien kam das Lied in die Top Ten der Charts.
Das Lied wurde mehrfach gecovert, etwa von Nino de Angelo, Bata Illic, 200 Sachen oder Konrad Beikircher.
Das Lied handelt von einer Feier bei Wein, Brot, guter Laune und Liebe, und dem Gegensatz dazu beim Geldverdienen, bei der „Schlacht um das Geld“ (la battaglia del denaro).

## Rezeption
Das Lexikon der Pop- und Rock-Musik schrieb über das Lied: Una festa sui prati (1967) und Azzurro (1968) gehören zu den musikalischen Perlen des charismatischen Mailänders (Celentano).